# 成氏霉属
成氏霉属（学名：Sungia）是麦角菌科的一属。

## 下属物种
本属包括以下物种：
- Sungia yongmunensis (G.H. Sung et al.) Luangsa-ard, Thanakitpipattana & Samson[1]